# Mark Kilstofte
Mark Frode Kilstofte (22 september 1958) is een Amerikaanse componist, muziekpedagoog en dirigent.

## Levensloop
Kilstofte groeide op in Pueblo en studeerde muziektheorie, compositie, zang en orkestdirectie bij onder anderen Arthur Campbell en Charles Forsberg aan het  Sint Olaf College in Northfield en behaalde aldaar zijn Bachelor of Music in muziektheorie en compositie. Vervolgens studeerde hij aan de Universiteit van Michigan in Ann Arbor en behaalde in 1985 zijn Master of Music in compositie. Aldaar voltooide hij ook zijn studies en promoveerde in 1992 tot Doctor of Musical Arts in compositie. Tot zijn voornaamste compositiedocenten behoorden William Albright, Leslie Bassett , William Bolcom, Eugene Kurt en George Wilson. Hij was tweede dirigent van het zogenaamde Contemporary Directions Ensemble.
Kilstofte werd in 1990 docent in muziektheorie en compositie aan de Wayne State University in Detroit en bleef daar voor twee jaar. In 1992 werd hij docent voor compositie, contrapunt, muziekanalyse en Schenkeriaanse analyse aan de Furman Universiteit in Greenville. Sinds augustus 2013 is hij met steun van het Fulbright-programma als gastdocent en onderzoeker verbonden aan de Centrum voor Ibsen studies van de Universiteit van Oslo.
Als componist schreef hij werken voor orkest, harmonieorkest, vocale muziek en kamermuziek. Kilstofte ontving al talrijke prijzen zoals het Charles Ives Scholarship van de American Academy of Arts and Letters (1988), de West Virginia Symphony/Museum in the Community’s Composers Award voor zijn "Strijkkwartet" (1990), een studiebeurs van de Frances and William Schuman Stichting (1995), de Rudolph Nissim Award (1997) georganiseerd door de American Society of Composers, Authors and Publishers (ASCAP), drie keer de Aaron Copland Award door de "Copland Heritage Foundation" (1998, 2003, 2008), een studiebeurs "Goddard Lieberson Fellowship" door de American Academy of Arts and Letters (2001) en de Rome Prize van de American Academy in Rome (2002-2003).
Kilstofte is gehuwd met de celliste Leslie Nash Kilstofte.

## Composities

### Werken voor orkest
- 1991: - Recurring Dreams: Variations, voor orkest - won de Rudolph Nissim Award georganiseerd door de "American Society of Composers, Authors and Publishers" (ASCAP) in 1997 en de Louisville Orchestra Composition Competition in 1999
- 2006: - News Flash!, voor orkest
- 2007: - Zero to 60, voor orkest
- - Symfonie nr. 1, voor orkest (onvoltooid - in progress)

### Werken voor harmonieorkest of koperensemble
- 2000: - Ballistic Etude nr. 3: Panic!, voor harmonieorkest - opgedragen aan: H. Robert Reynolds en de University of Michigan Symphony Band
- 2004: - Ballistic Etude nr. 1: A Frickin' Fanfare, fanfare voor koperensemble (4 hoorns, 3 trompetten, 3 trombones en tuba), pauken en 3 slagwerkers
- - Ballistic Etude nr. 2: Fits and Fixations

### Missen en andere kerkmuziek
- 1986: - Centone, voor tenor (of sopraan) en orkest - tekst: vanuit verschillen psalmen
- 1997: - Lulla for Christmastide, voor gemengd koor a capella - tekst: anoniem (circa 1615)
- 2005: - Of Rivers Within, voor sopraan, gemengd koor en orkest
- - Missa L'Homme on the Range, voor vijfstemmig gemengd koor (SATTB)
- - Whitsunprayer, voor gemengd koor a capella

### Vocale muziek

#### Werken voor koor
- 2000: - Christmas Rounds, voor vijfstemmig gemengd koor met solisten a capella - tekst: John Milton
- 2002: - Being, voor gemengd koor - tekst: Gerard Manley Hopkins
- 2002: - Gazing Up At Stars, voor gemengd koor a capella - tekst: Isaac Ponder
- 2003: - Beauty, voor gemengd koor (SATB - divisi) a capella - tekst: Gerard Manley Hopkins
- 2003: - Grandeur, voor gemengd koor a capella - tekst: Gerard Manley Hopkins
- 2004: - Peace, voor gemengd koor a capella - tekst: Gerard Manley Hopkins
- 2006: - A Prayer, voor gemengd koor a capella - tekst: John Drinkwater
- 2006: - Four Hopkins Settings, voor gemengd koor - tekst: Gerard Manley Hopkins
- 2009: - To Music, voor gemengd koor a capella - tekst: Rainer Maria Rilke, Engelse vertaling: Stephen Mitchell
- - A Clear Midnight, voor gemengd koor
- - Endless Streams, voor gemengd koor en orkest

#### Liederen
- 1989: - Lovelost, voor bariton en kamerensemble/-orkest

### Kamermuziek
- 1986: - Four Postcards To Betsy, voor klarinet solo
- 1990: - Strijkkwartet nr. 1
- 1995: - A Past Persistence, voor koperkwintet (2 trompetten, hoorn, trombone en tuba)
- 1996: - You (unfolding), voor cello solo
- 1999: - Sonate, voor altsaxofoon en piano
- 2008: - Ballistic Etude 3.1, voor kamerensemble (dwarsfluit, klarinet, viool, cello, piano en slagwerk)
- 2009: - Inner Voices, voor hobo solo
- - American Idyll, voor viool, altviool, cello en piano
- - Sentinels, voor 2 trompetten

## Publicaties
- Recurring Dreams: Variations, voor orkest Dissertation Doctor of Musical Arts, Ann Abor: University of Michigan, 1991-1992.